# (10667) van Marxveldt
(10667) van Marxveldt est un astéroïde de la ceinture principale, de la famille de Hungaria.

## Description
(10667) van Marxveldt est un astéroïde de la ceinture principale, de la famille de Hungaria. Il présente une orbite caractérisée par un demi-grand axe de 1,96 UA, une excentricité de 0,09 et une inclinaison de 20,3° par rapport à l'écliptique.

## Compléments